# Gadelonitis
Gadelonitis fou una regió de l'Àsia Menor al Pont, situada segons Estrabó més enllà de la desembocadura del riu Halis.
El nom derivaria de la ciutat de Gadilon o Gadelon. Ptolemeu esmenta una població de nom Galoron, però per les dades que dona estaria a l'oest de l'Halis, mentre que la ciutat de Gadilon o Gadelon a què es refereix Estrabó hauria d'estar a l'est.
Aquesta comarca i l'Armènia Menor foren donades probablement el 63 aC per Pompeu al tetrarca de Galàcia Deiotarus I, que les hauria incorporat als seus dominis. Algun d'aquests dominis (o ambdós) haurien estat concedits el 48 aC al seu fill Deiotarus II.